# Ulises Montero
Santiago Ulises Montero Santuy (Madrid, 1953-29 de diciembre de 1986) fue un saxofonista español.

## Biografía
Destacó en los instrumentos de viento. Se formó en Jam Seasson por toda la capital, hasta que se en 1980, junto a Julio Muñoz “El Chino”, entre otros, creó el grupo Cópula Dhelado, que luego se convirtió en Los Amantes de Teruel, banda que mezclaba estilos de los años 50 como ska con tonos románticos pop estilo Grease. Participó en varios grupos emblemáticos de la movida, entre los cuales estaban Gabinete Caligari o Sindicato Malone. También formó parte de otras formaciones como La Teta Atómica. 
Destacaron en su currículum colaboraciones de carácter esporádico como las que hizo con bandas como Zoquillos, ayudándole en una de las maquetas del grupo, o La Brigada Lincoln, donde relucía su saxo y su armónica en su Mini-LP que grabaron en 1986. De la misma manera, también fue partícipe en 1982 del proyecto de El Zurdo para La Mode, aportando su música en el primer trabajo discográfico para Nuevos Medios, donde en el tema enfermera de noche, destacaba un energético solo de saxo.
Falleció el 29 de diciembre de 1986, a los 33 años de edad, a causa de un paro cardíaco que le sobrevino producto de su deteriorado estado de salud a causa de su adicción a las drogas, justo en el momento que estaba inmerso en un programa en el que intentaba desengancharse.
Personaje muy querido entre todos sus compañeros de oficio, fue homenajeado por los Gabinete Caligari cuando le dedicaron la canción Tócala, Uli, incluido en su disco Camino Soria. 